# PyCharm
PyCharm — кроссплатформенная интегрированная среда разработки для языка программирования Python, разработанная компанией JetBrains на основе IntelliJ IDEA. Предоставляет пользователю комплекс средств для написания кода и визуальный отладчик.
Продукт доступен в двух версиях: PyCharm Community Edition — бесплатная версия, находится под лицензией Apache License, и PyCharm Professional Edition — расширенная версия продукта, обладающая дополнительной функциональностью, является проприетарным ПО.
Возможности
- Отладка кода при помощи PyDev;
- Рефакторинг кода;
- Поддержка Git, SVN, Mercurial и других систем контроля версиями;
- Автодополнение кода.

Плагины
Пользователи могут сами писать свои плагины, тем самым расширять возможности PyCharm. Некоторые плагины из других JetBrains IDE могут работать с PyCharm. Существует более тысячи плагинов, совместимых с PyCharm.
Лицензирование
PyCharm Professional Edition имеет несколько вариантов лицензий, которые отличаются функциональностью, стоимостью и условиями использования, а также является бесплатным для образовательных учреждений и проектов с открытым исходным кодом.
Существует также бесплатная версия Community Edition, обладающая усеченным набором возможностей. Распространяется под лицензией Apache 2. При этом PyCharm Community Edition можно использовать для создания проприетарного ПО, в частности коммерческого.

## История
PyCharm был выпущен на рынок интегрированных сред разработки для создания конкуренции с PyDev (однако, на данный момент PyCharm использует PyDev для отладки кода) и более распространённой среды разработки Komodo IDE.
Бета-версия была выпущена в июле 2010 года, версия 1.0 была выпущена тремя месяцами позже.
Версия 2.0 вышла 13 декабря 2011 года.
Версия 3.0 была выпущена 24 сентября 2013 года.
Версия 4.0 вышла 19 ноября 2014 года.
Версия 5.0 вышла 15 мая 2015 года.
PyCharm Community Edition, бесплатная версия с открытым исходным кодом, была опубликована 22 октября 2013 года.
В марте 2016 года JetBrains перешла на подписную модель лицензирования, а вместе с этим изменилась и нумерация версий. Теперь номер версии выглядит как YYYY.R, где YYYY — год выпуска, а R — выпуск в течение этого года.